# Circondario di Celle
Il circondario di Celle (targa CE) è un circondario (Landkreis) della Bassa Sassonia, in Germania.

Comprende 2 città, 22 comuni e 1 territorio extracomunale.
Capoluogo e centro maggiore è Celle.

## Geografia antropica
(Abitanti il 31 dicembre 2021)

### Città
1. Bergen (13 371)
2. Celle (grande città indipendente) (69 279)

### Comuni
1. Eschede (5 752)
2. Faßberg (6 292)
3. Hambühren (10 683)
4. Südheide (11 486)
5. Wietze (8 642)
6. Winsen (Aller) (13 348)

### Comunità amministrative (Samtgemeinde)
- Samtgemeinde Flotwedel (11 516), con i comuni:

1. Bröckel (1 901)
2. Eicklingen (3 353)
3. Langlingen (2 161)
4. Wienhausen* (4 101)

- Samtgemeinde Lachendorf (12 866), con i comuni:

1. Ahnsbeck (1 637)
2. Beedenbostel (984)
3. Eldingen (2 026)
4. Hohne (1 695)
5. Lachendorf* (6 524)

- Samtgemeinde Wathlingen (15 923), con i comuni:

1. Adelheidsdorf (2 810)
2. Nienhagen (6 807)
3. Wathlingen* (6 306)

### Territorio extracomunale (Gemeindefreies Gebiet)
- Lohheide